# Red Científico-Tecnológica de Extremadura
La Red Científico Tecnológica de Extremadura es una infraestructura de telecomunicaciones diseñada para soportar el desarrollo de proyectos e iniciativas impulsados por la Junta de Extremadura en el ámbito de la investigación científica, la innovación tecnológica y el desarrollo de la sociedad de la información en Extremadura.
Es un proyecto de la Consejería de Economía, Comercio e Innovación financiado con fondos FEDER procedentes de la Iniciativa Comunitaria INTERREG III-A España-Portugal.
La red está basada en una infraestructura física de fibra óptica y permitirá en su inicio velocidades de transferencia de 10Gbps entre sus nodos.